# Culinária da Grécia

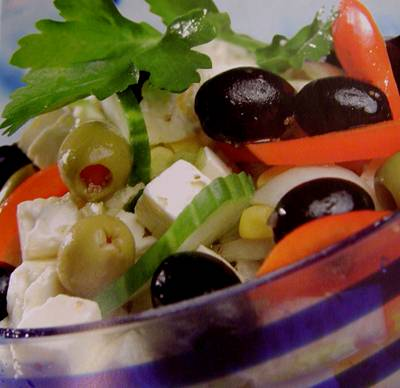
Típica salada grega.

A culinária grega é a culinária tradicional da Grécia, de características mediterrânicas, e que partilha diversas características com as culinárias da Itália, dos Balcãs, da Turquia e do Oriente Médio em geral.

## Descrição

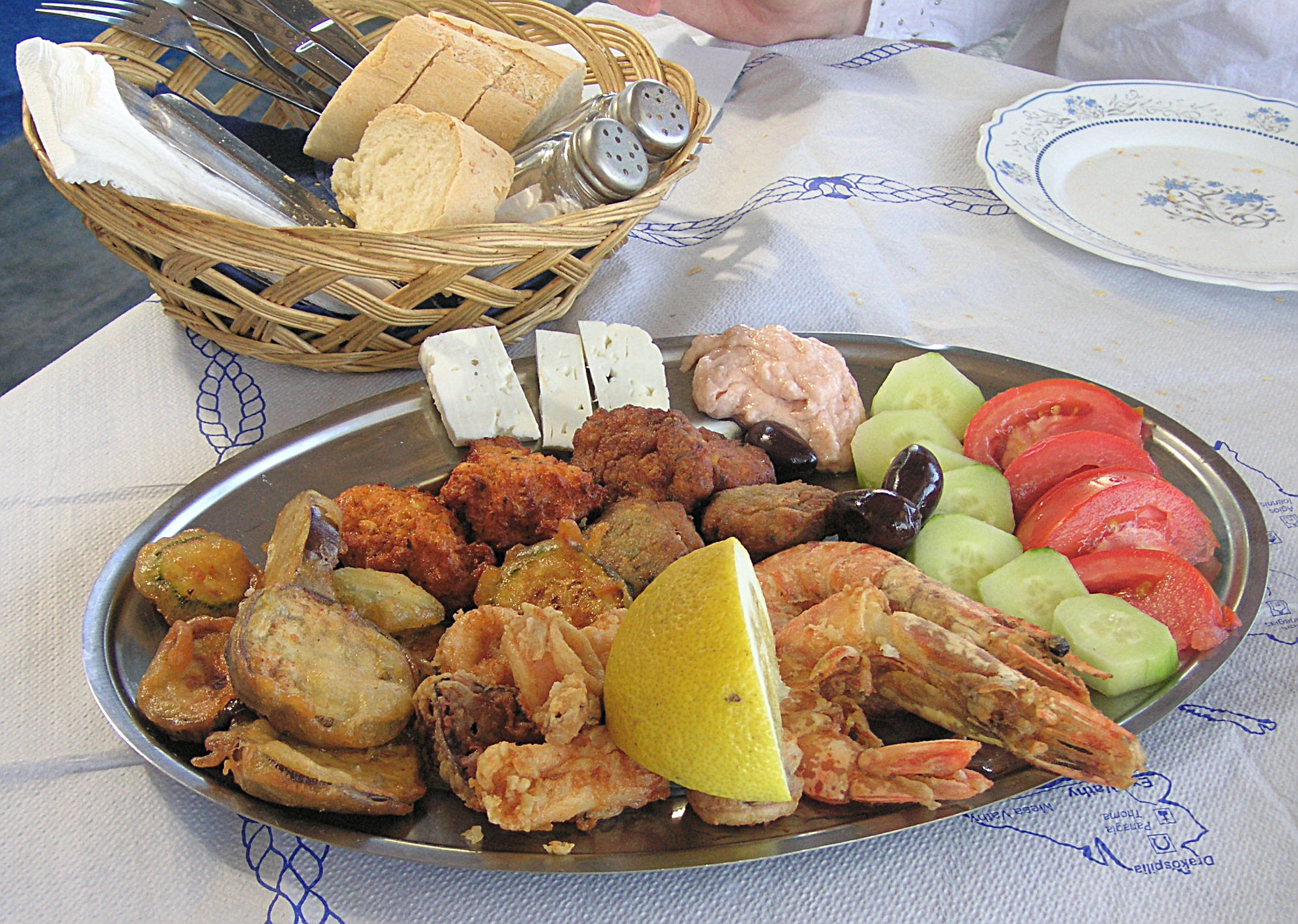
Pikilia, Meze.

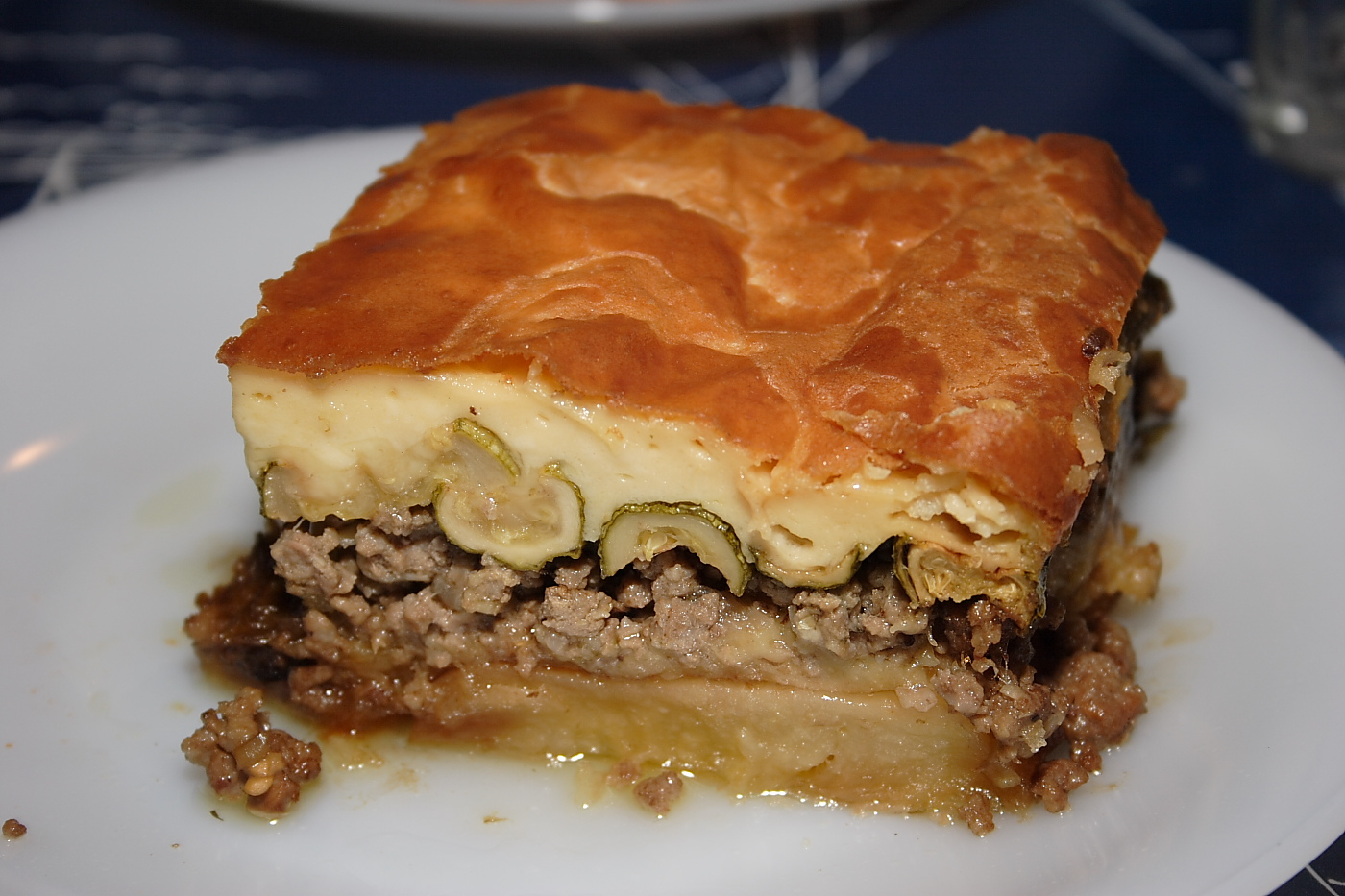
Mussacá.

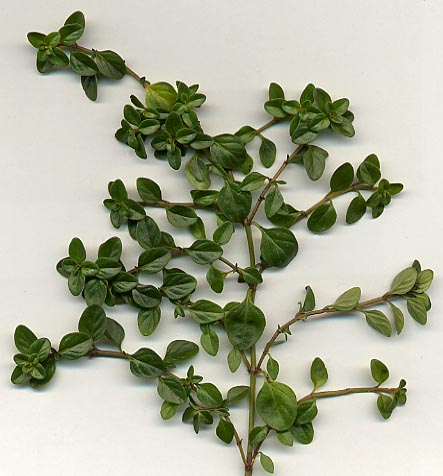
Tomilho, uma das ervas gregas mais tradicionais, mencionada na Odisseia.

A culinária grega contemporânea é tipicamente mediterrânea, e utiliza frequentemente azeite, grãos, pão, vinho, peixes, queijos, presunto e diversos tipos de carnes, incluindo aves e coelho. Entre os ingredientes típicos da culinária grega estão a carne de cordeiro ou de porco, azeitonas kalamata, queijo feta, folhas de uva, abobrinha e iogurte. Entre as sobremesas camel e as nozes, algumas utilizando massa filo, como a baclavá.
O elemento mais característico e antigo da culinária grega é o azeite, utilizado em quase todos os seus pratos. É produzido a partir das azeitonas, uma vez que as oliveiras são típicas de toda a região, o que dá um toque característico à comida grega. Um condimento popular é azeite fervido em lume muito brando com a casca, ou mesmo fatias de limão; a “infusão” é deixada a curtir durante a noite e no dia seguinte é coado e colocado um pouco de água, se estiver muito ácido, acrescenta-se azeite. Este condimento pode usar-se com fatias de pão, grelhados, sopa de feijão ou de grão-de-bico, e na salada de tomate.
O grão mais utilizado na Grécia é o trigo, embora a cevada também seja cultivada. Entre os legumes e verduras cultivados estão o tomate, a berinjela, batata, vagem, quiabo, pimentões e cebolas. O mel é feito com base no néctar de árvores frutíferas e cítricas: limoeiros, laranjeiras, além do mel de tomilho e de pinhas. O lentisco, resina aromática com coloração de marfim, é cultivado na ilha de Quios, situada no mar Egeu.
A culinária grega utiliza mais ervas e temperos do que é comum com outras culinárias do Mediterrâneo: orégano, menta, alho, cebola, endro e folhas de louro, manjericão, tomilho, funcho, noz-moscada, cravo e canela.
O terreno do país favoreceu a criação de cabras e ovelhas, no lugar de vacas, e, desta maneira, pratos com carne bovina são mais raros. Pratos feitos com peixes são mais comuns, especialmente nas regiões litorâneas e nas ilhas. Uma grande variedade de queijos também é utilizada na culinária da Grécia; alguns dos tipos são feta, kasseri, kefalotyri, graviera, athotyros, manouri, metsovone e mizithra.
O espírito rústico da culinária grega geralmente se opõe a muito refinamento, embora as tendências recentes tenham indicado que a culinária contemporânea do país esteja se deslocando a um enfoque mais refinado. Comer fora sempre foi uma prática comum no país; estabelecimentos como a taverna e o estiatorio, espalhados por todo o país, servem comida grega caseira tradicional a preços acessíveis, tanto para locais como para turistas.
Recentemente, o fast-food veio se tornando popular na Grécia, como no resto da Europa, com diversas cadeias estrangeiras abrindo franquias. A maioria dos gregos, no entanto, ainda tem como base de sua alimentação os pratos ricos e extensos de sua culinária. Além disso, algumas comidas tradicionais dos gregos, em especial o souvlaki, gyros, sanduíches no pão pita, tiropita e spanakopita, entre outros, são servidos no estilo fast-food.

## Origens

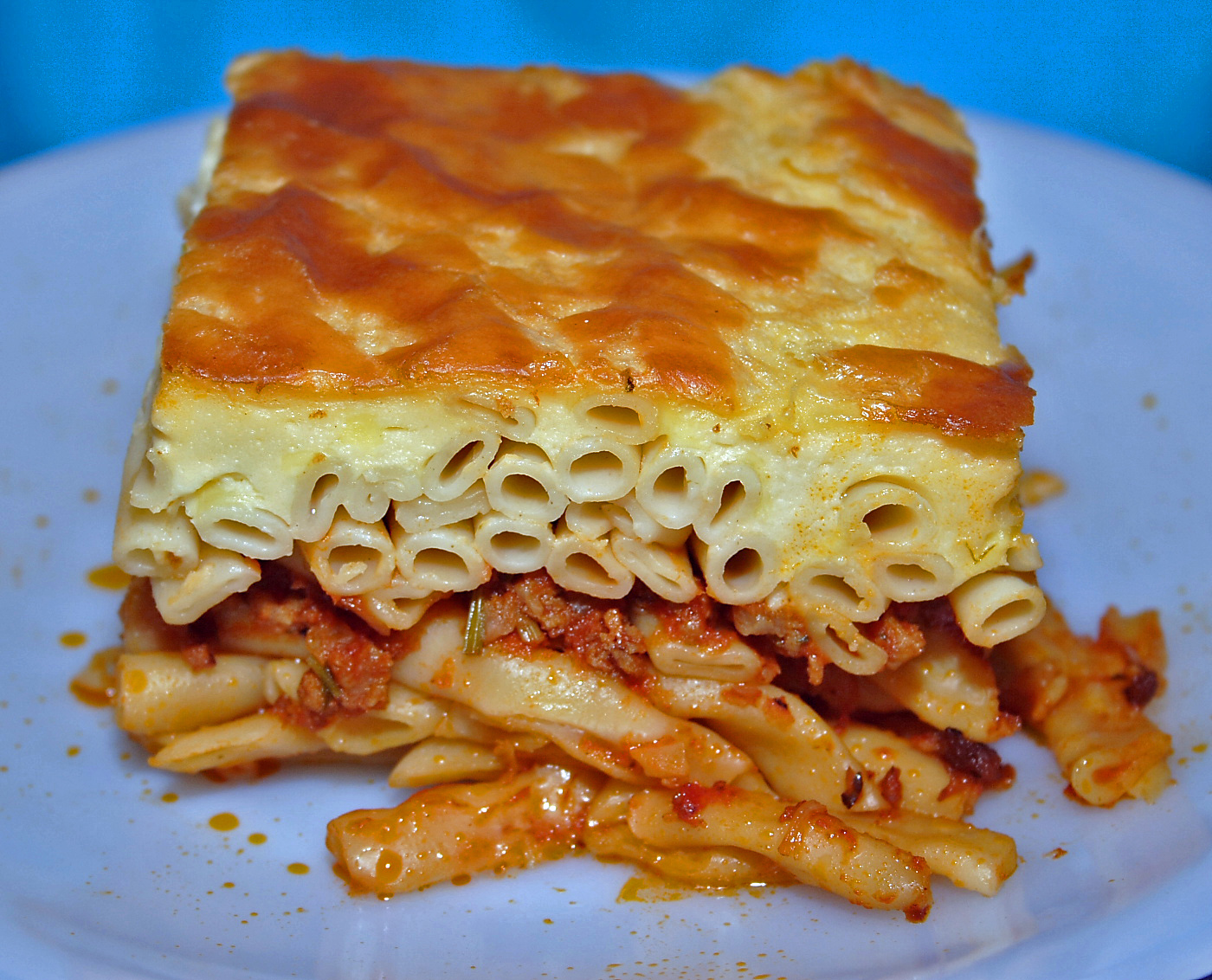
Pastitsio, influência da culinária italiana (veneziana).

A Grécia tem uma tradição culinária antiga, com uma história de vários milênios; ao longo do tempo, esta culinária evoluiu e absorveu diversas influências, e acabou influenciando, por sua vez, as culinárias de outros locais.
Alguns dos pratos e bebidas datam da Grécia Antiga: skordalia, por exemplo, um grosso purê de batatas, nozes, amêndoas, alho e azeite; sopa de lentilhas; retsina, vinho branco ou rosé resinado; e pasteli, barra de doce com sementes de gergelim assadas com mel. Outros remontam aos períodos helenístico e romano, como o loukaniko, uma salsicha de carne de porco seca; enquanto outros vêm do período bizantino: o queijo feta, o avgotaraho, ovas de peixe curadas, e o paximadi, pão duro tradicional, assado a partir de uma mistura de trigo, cevada e centeio. Existem também diversos pratos antigos e bizantinos que não são mais consumidos, como o mingau que compunha a alimentação básica, além do molho de peixe e da água do mar que era misturada ao vinho.
Os nomes de muitos dos pratos atuais vêm da tradição otomana e revelam suas origens árabes, persas e turcas, como mussaca, uma espécie de lasanha feita de berinjela, carne moída e tomate assados; baclavá, massa filo doce com recheio típico; tzatziki (do turco cacık), iogurte com alho e pepino picado; yuvarlakia e kefthedhes (almôndegas). A maioria destas palavras entrou no vocabulário do idioma grego durante o período otomano, porém já havia contato anterior tanto com os persas quanto com os árabes. Alguns destes pratos podem ser pré-otomanos, tendo adotado simplesmente o nome utilizado pelos turcos para designá-los; os dolmades, por exemplo, feitos com folhas de videira, também eram consumidos pelos bizantinos.
Alguns dos pratos tiveram influência italiana (mais especificamente veneziana), como o pastitsio, o makaronia me kima ("macarrão com carne"), encontrado principalmente na Anatólia e na Ásia Menor, em regiões de influência grega.
Segundo a lenda, o kleftikó, cordeiro assado lentamente (cujo significado pode ser traduzido como "carne roubada") tem sua origem nas ovelhas e cabras que os kleftes, espécie de guerreiros-bandidos que habitavam as regiões montanhosas do país, roubavam e cozinhavam posteriormente num poço fechado, para que a fumaça não atraísse a atenção.

## Pratos típicos
A culinária grega é muito diversificada, e embora existam diversas características em comum entre as tradições culinárias das diferentes regiões dentro da Grécia, existem também muitas diferenças, o que torna difícil apresentar uma lista completa dos pratos mais representativos. Por exemplo, o prato vegetariano chamado haniotikó bouréki (fatias de batata assadas com abobrinhas, queijo myzithra e hortelã) é um prato típico do oeste da ilha de Creta, na região de Chania. Uma família típica do local costuma consumir este prato de uma a duas vezes por semana durante o verão; no entanto, ela não é preparada em qualquer outra região do país.
Esta lista apresenta alguns dos pratos mais representativos da culinária grega e que podem ser encontrados em todo o país (além dos pratos regionais mais significantes):

### Entradas

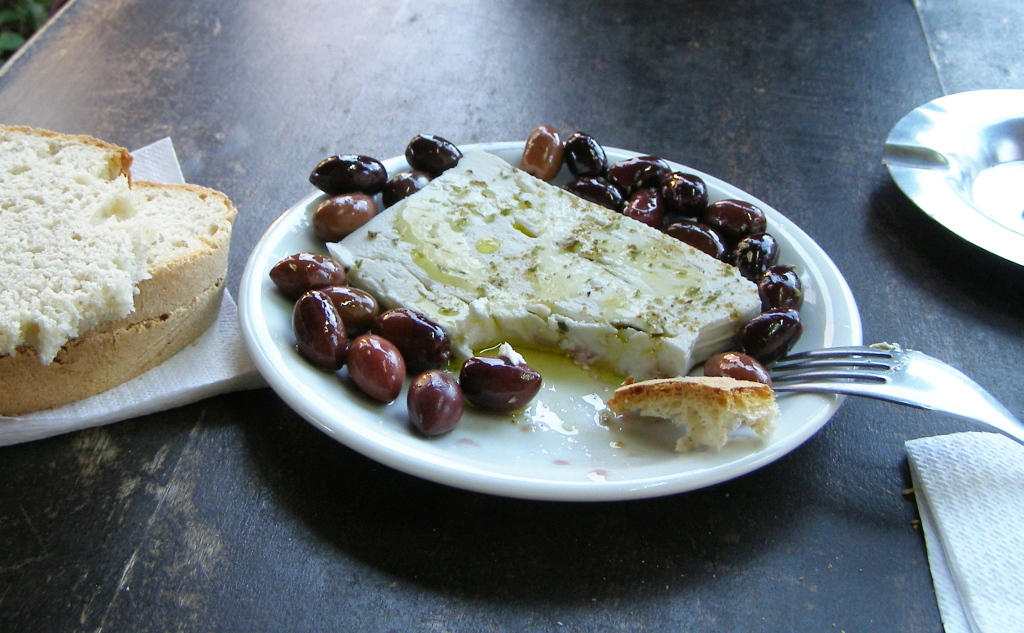
Mezes típicos gregos: queijo e azeitonas.

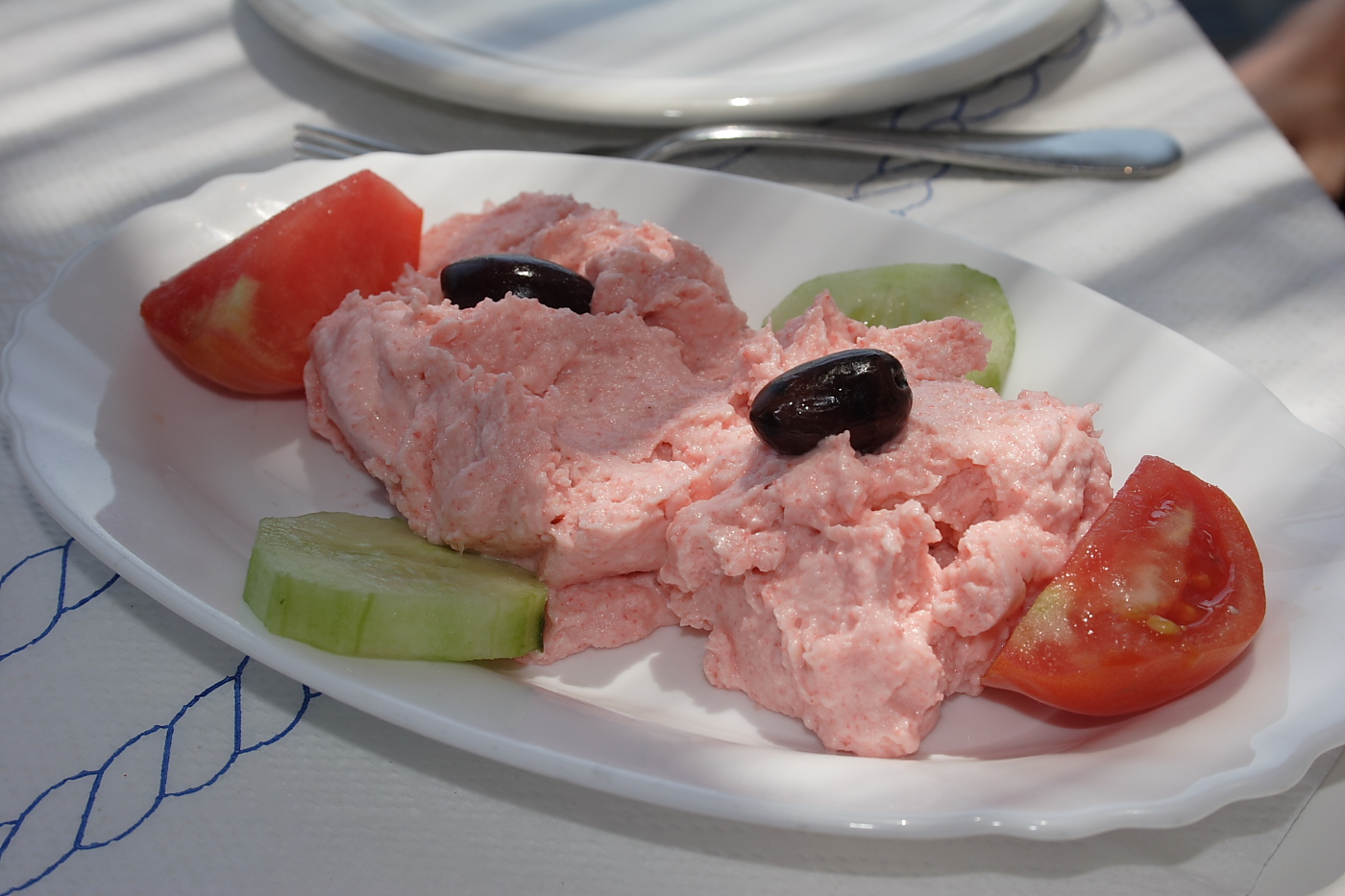
Taramosalata.

Meze é ado coletivamente para uma variedade de pequenos pratos, servidos tipicamente com vinhos ou licores com sabor de anis, como o ouzo ou o tsipouro caseiro. Orektiká é o nome que se dá formalmente a estes acepipes, pode ser utilizado também para se referir ao primeiro prato de uma refeição nas culinárias não-gregas. Diversos dips são servidos, com pita ou fatias de algum outro tipo de pão. Em certas regiões o pão seco (paximadhi) costuma ser amolecido na água.
Meze é o nome dado coletivamente para uma variedade de pequenos pratos, servidos tipicamente com vinhos ou licores com sabor de anis, como o ouzo ou o tsipouro caseiro. Orektiká é o nome que se dá formalmente a estes acepipes, pode ser utilizado também para se referir ao primeiro prato de uma refeição nas culinárias não-gregas. Diversos dips são servidos, com pita ou fatias de algum outro tipo de pão. Em certas regiões o pão seco (paximadhi) costuma ser amolecido na água.
- Burecas: espécie de empanadas, de massa normal ou massa filo, com diversos recheios, como legumes, queijo ou carne.
- "Tiganita": legumes e outros ingredientes fritos (abobrinhas, berinjelas, pimentões ou cogumelos.
- Dolmades: folhas de uva recheadas com arroz e outros ingredientes, por vezes carne.
- Fava: purê de ervilhas secas; por vezes é feito com favas (κουκκιά em grego)
- Salada grega: a salada conhecida mundialmente como 'grega' é chamada de "salada aldeã", ou "camponesa" (Horiátiki saláta); essencialmente é uma salada de tomate e pepinos, queijo feta e azeitonas pretas, temperada com sal e azeite.
- Horta: verduras verdes cozidas no vapor e servidas na forma de salada, temperadas com suco de limão e azeite; podem ser comidas como uma refeição leve, com batatas (especialmente durante a Quaresma, no lugar de carne ou peixe).
- Kolokythoanthoi: flores de abobrinha recheadas com arroz ou queijo e ervas.
- Koukkia: favas.
- Lakhanosalata: salada de repolho
- Marides e tiganites: pequenos peixes fritos, servidos com gomos de limão.
- Melitzanosalata: salada de berinjela.
- Pantzarosalata: salada de beterraba com azeite e vinagre.
- Patata salata: salada de batata com azeite, cebolas fatiadas, suco de limão e vinagre.
- Saganaki: queijo frito (o termo se refere a uma pequena frigideira, e pode ser aplicado a diversos outros pratos.
- Skordalia: purê grosso de alho e batatas, costumeiramente acompanhado com algum peixe frito.
- Spanakopita: espinafre envolto em massa folhada.
- Taramosalata: ovas de peixe misturadas com batatas cozidas ou farinha de rosca umedecida, azeite e suco de limão.
- Tzatziki: iogurte com pepino e alho, utilizado como dip.
- Tyropita: queijo, costumeiramente feta, envolto em massa folhada.

Muitos outros alimentos são envoltos em massa folhada, formando pequenos triângulos ou pasteis maiores, como kotopita (recheio de frango), spanakotyropita (espinafre e queijo), hortopita (hortaliças) e kreatopita (carne moída).

### Sopas
- Avgolemono: sopa 'ovo-limão', consiste de um caldo de carne, peixe ou legume engrossado com ovos, suco de limão e arroz.
- Bourou-Bourou: sopa de legumes e massa da ilha de Corfu.
- Faki ou fakes: sopa de lentilhas, uma das sopas cotidianas mais comuns no país, servida costumeiramente com vinagre e queijo feta.
- Fasolada (lit. "Feijoada"): sopa de feijões, definida em diversos livros de culinária como o prato grego tradicional por excelência. Além de feijões, leva tomate, cenoura, aipo e bastante azeite.
- Magiritsa: sopa tradicional da Páscoa, feita com vísceras e engrossada com avgolemono.
- Patsas: sopa de tripas, semelhante à shkembe tchorba búlgara.
- Psarosoupa: 'sopa de peixe', pode ser cozinhada com diversos tipos de peixe, e diversos legumes e verduras, além de outros vegetais (cenouras, aipo, salsa, batatas e cebola); entre as diversas variedades está a clássica kakavia, que leva azeite.
- Revithia: sopa de grão-de-bico.
- Trahana: sopa feita da mistura de grãos fermentados e iogurte.